# HIM-egg
HIM-egg （エイチ・アイ・エム・エッグ）は、音楽プロデューサーである伊秩弘将主宰の音楽プロジェクト兼ボーカル&ダンス・ユニット"HIM"がプロデュースを手がけたガールズユニットである。

## 概要
雑誌『egg』と連動した企画ユニット。ユニット名はそこから派生。HIM-eggとして『egg』の表紙にも登場した。キャッチコピーは、“噂のHIMプロデュース!新SISTERユニットHIM-egg登場!!デビューsingleは、超ゴキゲンな NICE GROOVE!egg系必聴!”。
1996年8月1日、シングル「AS TIME GOES BY」を発売。キャッチコピーにも“デビューsingleは…”とあるように、その後も活動を継続させる予定があったようであるが、結果的にシングル1枚のみの発表で終了している（音源自体はHIMのアルバム『HIMIX A2Z』にも収録された）。
「AS TIME GOES BY」は“HIMプロデュース”と謳ってはいるが、実際のプロデューサーはHIMと同じく、当時Sony Music Entertainment (Japan) Inc.第三制作部部長に就任していた和田将志であった。ただし、HIMメンバーは全員が制作に関与しており、SHIZUKAがコーラスを務め、SHUNGO が作詞を手がけ（HIMK名義）、NON & YOCCOはコレオグラフィーを担当している。 
活動当時、実際に女子高生であったのはYURI YOSHINAGAとMUTSUMI HASEGAWAの2名だけで、ボーカルのMIKI TAOKAは既に22歳であった。
『egg』取材時、ボーカルのMIKI TAOKAは、“別れ話がこじれ、かつて付き合っていた男に車で轢かれた”などのコメントをしており、後の活動（下記“解散後”参照）とは180度違う側面を見せていた（後にMIKI TAOKAは、HIM-eggでの活動自体を、コアマガジン刊行の雑誌『お宝ガールズ』誌上において“癒し系ユニット・ボーカルが持つ、過去の別の顔!”とスクープされている）。

## メンバー
- MIKI TAOKA（田岡美樹）
- YURI YOSHINAGA
- MUTSUMI HASEGAWA

## 解散後
ボーカルMIKI TAOKA（田岡美樹）は、the Indigoのボーカルとして、2000年5月24日、シングル「BLUE」でパイオニアLDC（現：ジェネオン・ユニバーサル・エンターテイメントジャパン）より再デビューした。なお、the Indigoとしての田岡はHIM-egg時代をプロフィール上から“なかったこと”として完全に消去、当時設置してあった公式HP上の掲示板に少しでもそれに触れる書き込みがあると即刻削除されるなど、その隠蔽ぶりは徹底しており、「the Indigoでのデビューが決まって上京した」といった、事実と異なる経歴詐称を公然と行っていた。事実、田岡のthe Indigoとしての再デビューのきっかけは、HIM-egg時代に使用していたスタジオのエンジニアの計らいによるものである。

## ディスコグラフィ

### シングル
1. AS TIME GOES BY（1996年8月1日）